# Åkeholm
Åkeholm är en by i Ringamåla socken,  Karlshamns kommun, vid Mörrumsån några kilometer uppströms  Svängsta. Orten klassades som småort 1995 med 60 invånare, men 2000 hade invånarantalet sjunkit under 50 personer och statusen som småort upphörde.

## Historia
Här fanns tidigare sedan 1700-talet en klädesmanufaktur som 1892 bytte namn till Karlshamns klädesmanufaktur. 1902 fick Åkeholm en järnvägsstation vid Karlshamn-Vislanda Järnväg. samtidigt fick orten sitt nuvarande namn. Den hette tidigare Åkarp, men man ville undvika sammanblandning med järnvägsstationen Åkarp i Skåne. Järnvägsstationen lades ner 1961 och fabriken 1966.